# Kraken
Kraken — онлайн-сервіс обміну цифрових валют, зареєстрований в США. Станом на грудень 2019 року сумарний обсяг торгів становив близько 13 % Світового обороту. Інформація цього сервісу відображаються в терміналі Bloomberg.

## Особливості
На момент запуску Kraken була властива вразливість «пластичних транзакцій», загальна в ті роки для більшості сервісів обміну криптовалюта (найяскравіший приклад платформи з такою уразливістю Mt.Gox ).
У липні 2014 року Kraken увійшов до групи підприємств, які консультували японського парламентарія Мінюкі Фукуду, який очолював ІТ-комітет зі створення Японського управління цифровими активами (JADA). JADA є першою організацією з державною підтримкою, яка регулює економічні відносини в сфері обміну та використання біткойнів.

## Історія
Компанія була зареєстрована в 2011 році. Сервіс обміну криптовалют почав працювати у вересні 2013 року. Спочатку торгівля велася в євро, біткойнах і лайткоїнах.
У 2014 році сервіс став найбільшим в світі за обсягом торгів біткойнів за євро. У квітні того ж року інформація про Kraken була розміщена в інтерфейсі Блумбергської терміналу.
У 2017 році сервіс став об'єктом DDoS-атак.
У квітні 2018 року Kraken оголосив про закриття своїх послуг в Японії через зростання витрат на ведення бізнесу. У лютому 2019 року Kraken придбав Crypto Facilities, британську фірму з торгівлі деривативами. У червні 2019 року Kraken отримав $13,5 млн від 2 263 індивідуальних інвесторів через спеціальний автомобіль.

## Розслідування інциденту Mt.Gox
Нобуакі Кобаясі, призначений судом в листопаді 2014, керуючий активами Mt.Gox після її банкрутства, повідомив про співпрацю з Kraken в питаннях розслідування витоку біткойнів і їх повернення постраждалим користувачам.
У березні 2018 року Кобаясі повідомив про те, що вже вдалося продати криптовалюти з резервів збанкрутілої біржі на суму, еквівалентну 400 млн доларів, при тому, що залишки на рахунках клієнтів в Mt.Gox становили еквівалент майже 2 млрд доларів за курсом на момент зупинки Mt.Gox.
У медіа було озвучено думку, що ця ситуація вигідна Kraken, оскільки постраждалим користувачам Mt.Gox необхідно було завести акаунт на Kraken для повернення коштів.